# Pielisjärvi
Pour l’article homonyme, voir Lac Pielinen.
Pielisjärvi est une ancienne municipalité de Finlande qui a fusionné en 1973 dans la municipalité de Lieksa.

## Personnalités
- Heino Kaski (1885-1957), compositeur
- Anna-Liisa Linkola (1914-1999), députée
- Valde Nevalainen (1919-1994), homme politique
- Ernst Nevanlinna (1873-1932), professeur
- Mikko Oinonen (1883-1956), peintre
- Otto Oinonen (1898-1937), éditeur
- Eila Pehkonen, (1924-1991) acteur
- Jorma Rissanen (1932-2020), informaticien
- Eva Ryynänen (1915-2001), sculpteur
- Eliel Soisalon-Soininen (1856-1905), conseiller d'État
- Jakob Stenius le jeune (1732-1809), pasteur
- Jakob Stenius l'ainé (1704-1766), Pasteur
- Marutei Tsurunen (né en 1940), membre de la Chambre haute du Parlement japonais
- Heikki Turunen (né en 1945), auteur
- Varma Kosto Turunen (1913-1994), député